# Funció quadràtica
En àlgebra, una funció quadràtica és una funció polinòmica amb una o més variables en què el terme de grau més alt és com a molt de grau 2. Quan la funció depèn d'una única variable, aquesta té la forma: 

Una funció quadràtica amb dues arrels reals creuant l'eix de les abscisses.

{\displaystyle f(x)=ax^{2}+bx+c,\quad a\neq 0,}
on {\displaystyle x} és la variable i {\displaystyle a,b,c} són els coeficients. En el cas que {\displaystyle a=0}, tindríem una funció lineal que es podria pensar com un cas degenerat d'una funció quadràtica, ja que el grau més alt sempre és com a molt 2.
Quan considerem l'expressió {\displaystyle ax^{2}+bx+c} com un objecte en si mateix en comptes de com una funció parlem de polinomi de grau 2. En matemàtiques, un polinomi i la seva funció polinòmica associada rarament es distingeixen, i els termes funció quadràtica i polinomi quadràtic són gairebé sinònims.
El gràfic d'una funció quadràtica real d'una sola variable és una paràbola amb un eix de simetria paral·lel a l'eix y. Si una funció quadràtica s'iguala a zero, el resultat és una equació quadràtica. Les solucions d'una equació quadràtica són els zeros (o arrels) de la funció quadràtica corresponent, que poden ser dues, una o cap (depenent de l'espai ambient). Les solucions es descriuen mitjançant la fórmula quadràtica.
En el cas bivariable, una funció quadràtica té la forma:
{\displaystyle f(x,y)=ax^{2}+by^{2}+cxy+dx+ey+n},
amb {\displaystyle a,b} o {\displaystyle c} diferents de zero. En general, els zeros d'una funció quadràtica d'aquest tipus descriuen una secció cònica (un cercle o una altra el·lipse, una paràbola o una hipèrbola) al pla.
Una funció quadràtica pot tenir un nombre arbitràriament gran de variables. El conjunt dels seus zeros forma una cònica en el cas de dues variables, una superfície en el cas de tres variables i una hipersuperfície en el cas general. Sovint totes aquestes varietats s'engloben sota el terme quàdrica.

## El cas univariant
La seva forma (cap avall, cap amunt, més ampla, ...) depèn del signe de {\displaystyle a}, coeficient principal del polinomi, de la manera següent:
- Si dues funcions quadràtiques tenen el mateix coeficient del terme de grau 2, les paràboles corresponents són idèntiques, encara que poden estar situades en posicions diferents.
- Si {\displaystyle a>0}, tenen les seves branques cap amunt i també tenen un punt mínim absolut. Pertanyen el grup de les funcions còncaves
- Si {\displaystyle a<0} tenen les seves branques cap avall i, per tant, té un punt màxim absolut. Pertanyen el grup de les funcions convexes
- Els punts màxims o mínims s'anomenen vèrtexs
- Com major sigui {\displaystyle a}, més estilitzada és la paràbola.
- {\displaystyle c} és l'ordenada a l'origen. El tall de la funció en l'eix {\displaystyle Y} és {\displaystyle (0,c)}.